# Đỗ Thế Giai
Đỗ Thế Giai (chữ Hán: 杜世佳, 1709 - 1766) là một đại thần nhà Lê trung hưng. Ông được một số báo mạng cho là người duy nhất thời Lê được phong vương (Đỗ đại vương) khi còn sống. Khi mất, ông được phong làm Thượng đẳng phúc thần. Điều này trái với sử sách của nhà Lê vì tước cao nhất khi còn sống mà ông đạt tới chỉ là quận công.

## Tiểu sử

### Gặp được chân chúa
Đỗ Thế Giai quê ở làng Đông Ngạc, huyện Từ Liêm, trấn Sơn Tây (nay thuộc ngoại thành Hà Nội). Ông sinh ngày 21 tháng 10 năm Kỷ Sửu (1709), niên hiệu Vĩnh Thịnh thứ 5. Từ nhỏ, ông được ghi nhận là người thông minh hiếu học, thích võ nghệ. Ban đầu ông chỉ thi đỗ tới Hương cống.
Năm Nhâm Tý (1732) niên hiệu Long Đức thứ 2 đến năm Mậu Ngọ (1738) niên hiệu Vĩnh Hựu thứ 4, ông biên soạn bộ Vũ kinh thích nghĩa dâng lên vua, được vua ban thưởng rất hậu. Năm Cảnh Hưng thứ 2 (1741) ông được thăng làm Phó trì Bình phiên tham dự quân vụ cơ mật..
Theo sách Tang thương ngẫu lục, ông cùng với Việp quận công Hoàng Ngũ Phúc, thuở còn chưa gặp thời, có làm bạn với một viên hoạn quan. Những năm 1730, vì Dụ Tổ Thuận vương Trịnh Giang mắc bệnh và không quan tâm chính sự, khiến nhân dân đứng lên khởi nghĩa, tình hình Bắc Hà trở nên rối ren. Viên hoạn quan nói với hai ông về ý đồ tìm con cháu nhà Lê để chống lại họ Trịnh:
| “ | Tôi xem vận giời và việc người, họ Trịnh sắp mất. Sao ta chẳng phù một vị Hoàng tử, vào trong rừng núi, nổi nghĩa binh như đức Cao Hoàng khi trước, để làm nên nghiệp lớn | ” |

Hai ông đáp rằng:
| “ | Không phải, nhà Trịnh có công lớn, ấy là mệnh trời. Có lẽ lại phục hưng cũng nên. Hãy nên để thư xem, nếu không sẽ liệu cũng không muộn | ” |

Viên hoạn quan không đồng tình, rồi quyết định theo các Hoàng tử nhà Lê là bọn Lê Duy Mật khởi nghĩa ở vùng Trấn Ninh. Sau đó Đỗ Thế Giai đi ra, trên đường đến Lượng quốc phủ thì gặp Vương đệ thứ 4 của nhà chúa là Trịnh Doanh đang cùng bọn nội giám ngồi dưới đất mà chơi đá gà, bèn về bẩm với ông Hoàng Ngũ Phúc rằng đây đúng là chân chúa.  Vì thế hai người này đem trâu rượu vào yết kiến, được Trịnh Doanh thu nạp. Đến năm 1740, mẹ của Trịnh Giang và Trịnh Doanh là bà Thái phi họ Vũ cùng nhóm đại thần Nguyễn Quý Cảnh, Nguyễn Đình Hoàn lật đổ Trịnh Giang và đưa Trịnh Doanh lên ngôi Chúa.
Sau khi đã lên ngôi, chúa Trịnh Doanh dùng Ngũ Phúc đánh dẹp bên ngoài, Thế Giai trông coi bên trong, sau đó các cuọc nổi dậy các nơi đều bị tiêu diệt .

### Chuyện sinh đồ ba quan
Từ những năm cuối thời Trịnh Giang, do thời buổi khó khăn nên nhà nước cần có nhiều tiền để phục vụ cho việc đánh dẹp khởi nghĩa nông dân đang diễn ra ở khắp đồng bằng Bắc Bộ. Trước đó đã thử qua nhiều cách như cho phép dùng tiền mua bán quan chức, tiêu hủy các công trình làm bằng đồng từ thời nhà Lý để làm vũ khí, song tình hình vẫn còn chưa khả quan. Nhân khoa thi Hương năm 1750, ông Đỗ Thế Giai hiến kế với nhà Chúa để kiếm thêm tiền từ các sĩ tử trong kì thi Hương. Nguyên theo lệ từ xưa, trước khi vào trường Hương, sĩ tử phải trải qua một vòng khảo hạch ở huyện, để loại bớt những người yếu kém. Triều đình còn có quy định những ai đã cho vào trường Hương rồi mà bài thi quá kém hoặc bỏ giấy trắng, thì các quan huấn đạo trong huyện ấy phải bị phạt giáng chức; do đó kì thi này cũng tương đối nghiêm túc. Đến đây, ông Giai cho rằng dụng binh tiêu phí quá nhiều, còn ngân khố quốc gia thiếu thốn, nên hiến kế cho triều đình ban quy định:
| “ | Ở huyện khảo hạch hai lần, lấy số người trúng tuyển, huyện lớn 70 người, huyện vừa 60 người, huyện nhỏ 30 người. Người nào được trúng tuyển gọi là "cử tri". Ngoài ra, con trai từ 10 tuổi trở lên, được phép nộp tiền "thông kinh" mỗi người 3 quan, rồi nộp đơn ứng thí, được miễn khảo hạch | ” |

Do bởi lệnh này, tệ nạn đã xảy ra. Cương mục chép rằng:
| “ | Thi hành việc này, chỉ cốt thu được nhiều tiền, mà không điếm xỉa đến người có học hay không có học. Dầu bọn đồ tể, lái buôn cùng trẻ con 3, 4 tuổi, khi đi thi, không câu nệ mượn người làm gà hoặc đem sách vở vào trường, hễ ai có tên ở kỳ đệ tam tức là hạng "sinh đồ", chỉ có một điều là không được vào thi kỳ đệ tứ. Đến khoa sau, trong số người này, nếu người nào thực có học lực, cũng chiếu theo thể lệ "khảo thi người hay chữ" ở phủ, được vào trường thi đối sách. Tệ hại thi cử đến thế là cùng. | ” |

Theo sử gia Phan Huy Chú trong Lịch triều Hiến chương Loại chí, sau lệnh ấy, từ người làm ruộng, người đi buôn, người hàng thịt, người bán đồ ăn vặt, ... đều tranh nhau nộp tiền đi thi cả. Ngày thi, số người vào trường đông đến nỗi giày xéo lẫn nhau, có người chết ở cửa trường. Những người thực tài thì rơi vào tình trạng "mười phần không đỗ một". Và tác giả cũng dùng chữ "nịnh thần" để nói về ông Giai khi đó, kết tội vì ông mà hạng sinh đồ ba quan đầy cả thiên hạ.
Phép nộp tiền này bị tạm dừng khi Nguyễn Công Thái được bổ dụng làm Tham tụng năm 1753, khi tình hình đất nước đã tạm yên ổn. Nhưng đến năm 1765, ông Giai nắm quyền trở lại thì cho khôi phục.

### Ăn của đút lót
Thủ lĩnh nông dân lớn mạnh nhất vùng đồng bằng phải kể đến quận He Nguyễn Hữu Cầu. Năm 1746, Nguyễn Hữu Cầu vì thua trận liên tục nên giả vờ xin hàng triều đình. Trịnh Doanh chấp thuận và đòi Hữu Cầu về kinh sư, phong chức Ninh Đông tướng quân, tước Hương Nghĩa hầu. Nhưng Cầu không có ý đầu hàng, lấy cớ bị Phạm Đình Trọng vì tư thù mà cản trở mình nên không chịu vào chầu nhà chúa. Trịnh Doanh sai thiêm tri Nguyễn Phi Sảng đem lệnh chỉ đến phủ dụ và triệu Cầu về, mặt khác dụ bảo Trọng hoãn không đánh Cầu nữa. Nhưng Trọng vì có tư thù với Cầu, nên không chịu lui; rồi nhân lúc bất ngờ mà đánh úp, thắng một trận lớn khiến Hữu Cầu phải bỏ chạy. Ông Đỗ Thế Giai khi đó nhận chức Tham tụng, nhận tiền hối lộ của Cầu, nên gièm pha với chúa về Trọng. Chúa không theo và làm một bài thơ để yên ủi ông ta.

### Sủng thần của Chúa
Dưới thời Lê - Trịnh, chủ yếu là Trịnh Doanh và Trịnh Sâm, Đỗ Thế Giai từng giữ nhiều chức vụ quan trọng như Trung quân Đô đốc phủ Tả đô đốc thự phủ sự và Đại tư đồ, tước phong Luyện quận công, giúp chúa Trịnh quản lý hành chính, hạn chế tham nhũng,... Thành tích lớn nhất trong sự nghiệp làm quan của Đỗ Thế Giai là tham gia đánh dẹp các cuộc khởi nghĩa, trong đó có cuộc khởi nghĩa lớn Nguyễn Danh Phương. Năm Kỷ Tỵ (1749) do dụ được "tướng giặc", ông được thưởng dân lộc 4 xã, điền lộc 100 mẫu. Năm Tân Mùi (1751), Đỗ Thế Giai được thưởng công trong thành tích Nguyễn Danh Phương bị Đàm Xuân Vực bắt là 8 xã dân lộc, 120 mẫu điền lộc. Khi tổng kết công lao chung, Đỗ Thế Giai lại được thưởng 5 xã dân lộc, 100 mẫu điền lộc. Số ruộng được ban thưởng đó đều là ruộng thế nghiệp.
Đỗ Thế Giai từng được vua ban bốn chữ "Thiết thạch tinh trung" (Trung thành như sắt đá), ông cũng được chúa Trịnh Doanh, Trịnh Sâm rất tin tưởng, trọng dụng, đến mức có tài liệu ghi nhận Trịnh Doanh đã từng ngủ qua đêm tại nhà Đỗ Thế Giai ở Đông Ngạc.
Phan Huy Chú cũng ghi nhận rất nhiều đại thần võ tướng trong triều như Nguyễn Công Thái, Phạm Huy Cẩn, Phạm Đình Trọng,... vì không chịu ăn cánh với ông nên bị bài xích, bởi vì ông là "bề tôi yêu của Chúa", "các văn thần đều xu phụ nịnh hót".
Tháng 6 năm 1763, do tiến cử của Hoàng Ngũ Phúc, Trịnh Doanh dùng Đỗ Thế Giai cho chức Thự phủ sự. Lúc ấy, nội giám Lê Đình Viên và Nguyễn Đình Xuân đều là con nuôi Đàm Xuân Vực và được chúa Trịnh nâng đỡ. Vì muốn ức chế hai người, ông tra ra việc ghi chép và truyền lệnh trái lệ mà xử bọn Đình Viên tội chết, song Chúa hạ lệnh xá miễn. Theo sử nhà Lê từ sau sự kiẹn ấy, quyền bính lớn trong nước lọt vào tay Đỗ Thế Giai.
Ông mất năm 1766, thọ 58 tuổi. Sử nhà Lê nhận xét:
| “ | Giai là gia thần được tiến dụng, khéo biện luận, lại khéo viện dẫn nghĩa sách, nói nhiều điều được chúa nghe theo, cắc quan đều sợ cái miệng của Giai. Khi Giai đã được cầm quyền; tìm cách ngăn cấm các người thỉnh tác từ trong [phủ Chúa]. Lại cấm gièm chê, để giữ vững quyền mình, ngăn lời bàn của người khác, thanh thế lừng lẫy khắp triều dã, trải thăng đến Tư mã, Tư đồ tước quận công. Khi mất, được ban phong thêm 2 chữ, tôn làm Thượng đẳng phúc thần. | ” |

Năm Cảnh Hưng thứ 28 (1768), Tĩnh Đô vương Trịnh Sâm phát lệnh chỉ, phong Đỗ Thế Giai làm Luyện Trung công, khen phong làm Thượng đẳng phúc thần, cho lấy tiền và gạo các loại tô, dung, điệu, cửa đình trong cả năm của làng Đông Ngạc để cung phụng vào việc giỗ chạp các tiết hàng năm và tu sửa nhà thờ Đỗ Thế Giai. Thời đó, dòng họ Đỗ có hàng trăm mẫu ruộng phục vụ việc tế lễ.
Khi còn sống, Đỗ Thế Giai có sở thích làm thơ văn. Ông có để lại cho đời 10 bài thơ còn truyền tụng đến ngày nay, chép trong sách Đỗ tướng công niên phả hiện được lưu trữ tại Viện nghiên cứu Hán Nôm.

## Danh mục nguồn
- Nhiều tác giả (2018), Đại Việt sử ký tục biên (1676 - 1789) , Hồ Chí Minh: Nhà Xuất bản Hồng Đức
- Quốc sử quán triều Nguyễn (1998) [1884], Khâm định Việt sử Thông giám Cương mục (PDF), Hà Nội{{Chú thích}}:  Quản lý CS1: địa điểm thiếu nhà xuất bản (liên kết)
- Phan Huy Chú; Tổ phiên dịch viện sử học (phiên dịch và chú giải) (2007), Lịch triều hiến chương loại chí, quyển tập 1, Nhà xuất bản giáo dục
- Phan Huy Chú; Tổ phiên dịch viện sử học (phiên dịch và chú giải) (2007), Lịch triều hiến chương loại chí, quyển tập 2, Nhà xuất bản giáo dục
- Phạm Đình Hổ, Nguyễn Án; Đạm Nguyên (dịch) (1962). Tang thương ngẫu lục, quyển nhất. Tủ sách dịch thuật.
- Viện sử học (2017). Lịch sử Việt Nam. Quyển tập 4. Nhà xuất bản Khoa học xã hội. {{Chú thích sách}}: Đã bỏ qua tham số không rõ |đồng tác giả= (trợ giúp)
- PGS.TS Nguyễn Tá Nhí (2008). Tổng hợp văn học Nôm Việt Nam. Quyển tập 2. Nhà xuất bản Khoa học Xã hội. {{Chú thích sách}}: Đã bỏ qua tham số không rõ |đồng tác giả= (trợ giúp)